# Tibetiek

L'ambassade de la Compagnie Orientale des Provinces Unies, 1665 (A Holland Kelet-indiai Társaság követsége)

A tibetiek (tibeti: བོད་པ་; wylie: bod pa) Tibet legnagyobb népcsoportja, amelynek becsült népessége jelenleg mintegy 7,8 millió fő. A jelenleg Kínához tartozó Tibeti Autonóm Területen (Tibetan Autonomous Region, TAR) kívül Indiában, Nepálban és Bhutánban is jelentős kisebbségeik élnek.
A helyiek által használt tibeti nyelvek csoportja a tibeti-burmai nyelvek közé tartozik és mintegy 25, kölcsönösen nem érthető nyelvet foglal magába. A tibeti mitológia a népcsoport származását egy majom ős, Pa Trelgen Dzsangcshup Szempa és szikla ogre nő, Ma Drag Szinmo kapcsolatáig vezeti vissza. A közkeletű álláspont szerint a tibetiek a csiangok leszármazottai.
A népesség többsége a tibeti buddhista vallást követi, ezen kívül jelentős a bon, illetve az iszlám követőinek száma is. A tibeti buddhizmus hatása megfigyelhető a tibeti művészeteken, míg a hagyományos tibeti gyógyászat és a tibeti konyha Tibet erőforrásokban szegény, hegyvidéki jellegű földrajzi viszonyait tükrözi.

## Népesség
A 2014-es népszámlálás szerint 22 000 000 tibeti él a Tibeti Autonóm Területen, illetve Kanszu, Csinghaj és Szecsuan kínai tartományok 10 tibeti autonóm prefektúrájában. A SIL Ethnologue 2009-ben további tibeti anyanyelvű emberekről számol be, akik közül 189 000 él Indiában, 5280 Nepálban és 4800 Bhutánban. A Központi Tibeti Adminisztráció (CTA) zöld könyve szerint 145 150 fő tibeti él Tibet területén kívül: több mint 100 000 fő Indiában, több mint 16 000 fő Nepálban, több mint 1800 Bhutánban, illetve több mint 25 000 fő a világ egyéb területein. A tibeti diaszpóra közösségei megtalálhatóak az Amerikai Egyesült Államokban, Ausztráliában, Kanadában, Costa Ricában, Franciaországban, Mexikóban, Norvégiában, Tajvanban, Svájcban és az Egyesült Királyságban is.
A jelenlegi számok összevetése a korábbi történelmi számokkal nehézségekbe ütközik, ugyanis a források jelentősen eltérnek egymástól. A Központi Tibeti Adminisztráció állítása szerint a jelenlegi 5,4 millió fő a korábbi, 1959-es 6,3 millió főről csökkent le. A kínai kormány szerint azonban 1954-ben a tibetiek száma csupán 2,7 millió volt, tehát azóta növekedett a tibeti lakosok száma. A kérdés nagyban múlik azon is, hogy hogyan értelmezzük Tibet területét. A CTA nagyobb területet vesz figyelembe, mint Kína. A tibeti adminisztráció tényleges népszámlálást nem végzett, ezért az adataik csupán becslésnek számítanak.
A kínai hivatalnokok szerint a tibeti népesség növekedésének oka a jobb egészségügyi ellátás és életminőség javulása a kínai kormányzás bevezetése óta. Kínai források szerint a nők gyermekágyi halálozásának aránya 100 000 nő esetén 5000-ről (1951) 174,78-ra esett vissza (2010), a csecsemőhalandóság aránya 43%-ról (1951) 2%-ra esett vissza (2010). Az átlagéletkor  35,5 évről 67 évre nőtt. Kína teljes területén a csecsemőhalandóság 1,4% volt 2010-ben.

## Nyelv

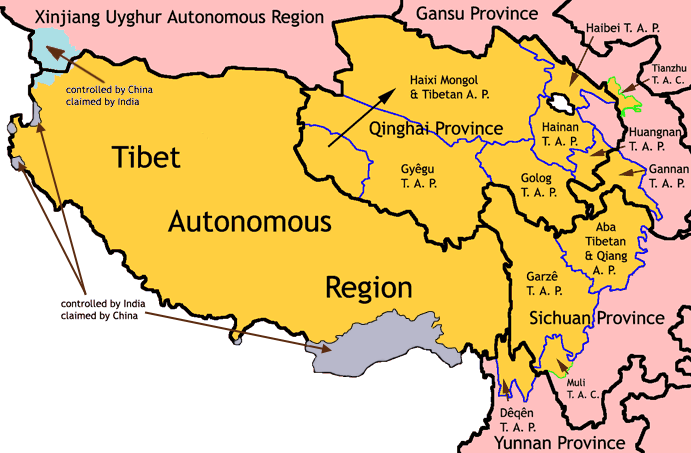
Területek Kínában, ahol tibeti nemzetiségűek élnek.

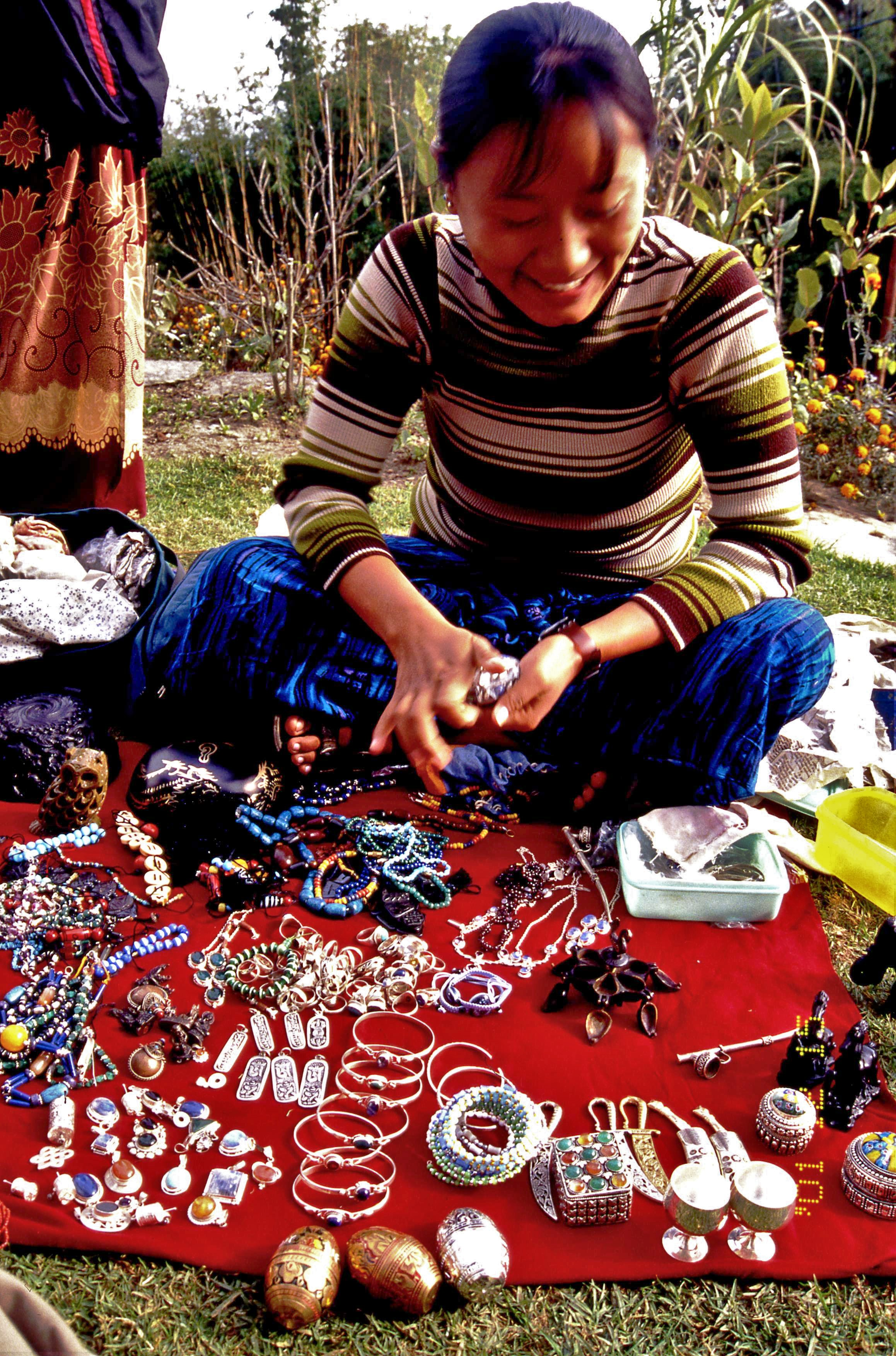
Tibeti árus Nepálban

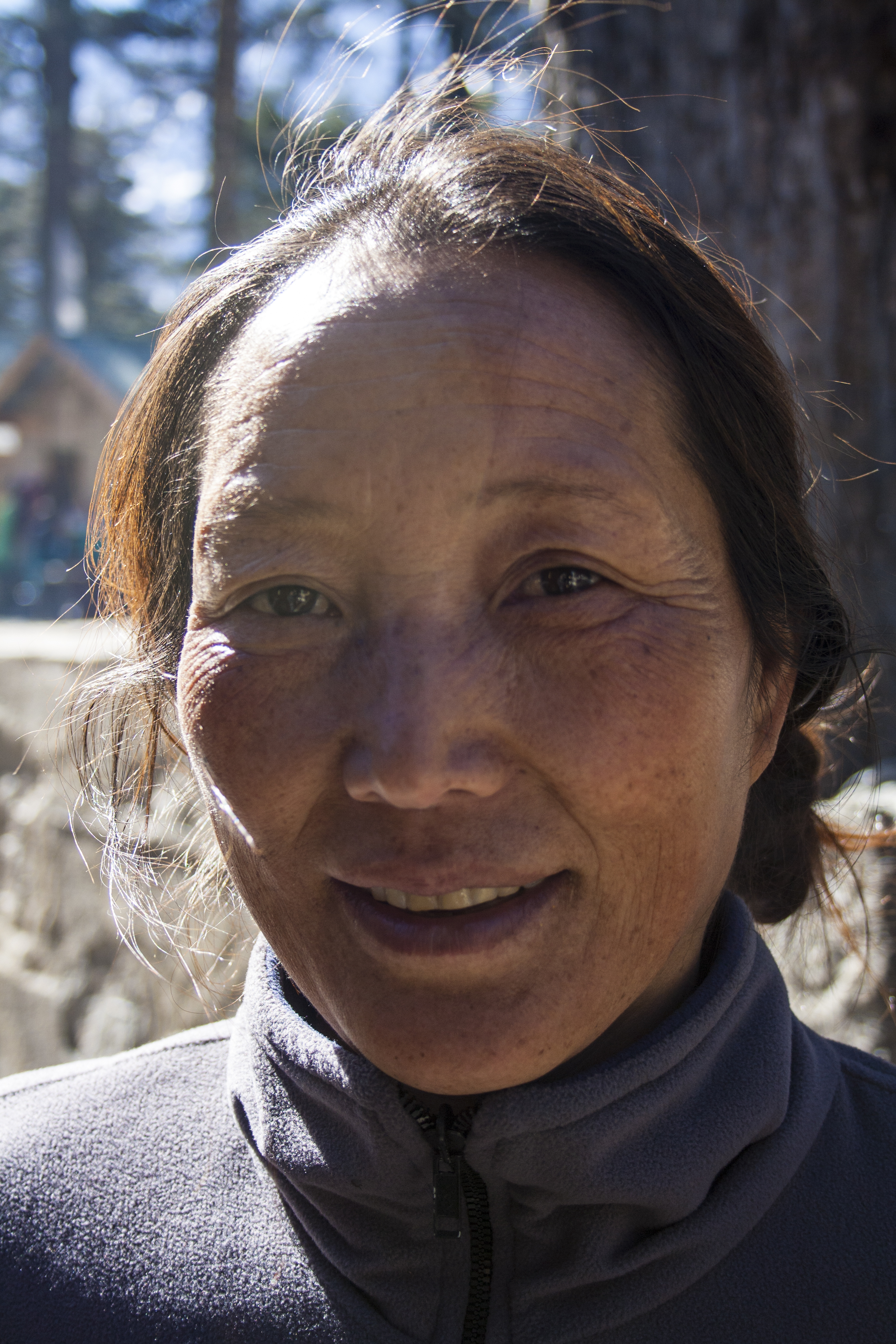
Középkorú tibeti nő Szikkimben

A tibeti nyelvek (tibeti: བོད་སྐད།) a sino-tibeti nyelvek egy csoportja, beszélőinek száma  több mint 8 millió. Elsősorban tibetiek használják  Közép-Ázsia jelentős részén az Indiai szubkontinenstől északra, a Tibeti-fennsíkon, illetve, a szubkontinens észak részén, Baltisztán, Ladak, Nepál, Szikkim és Bhután területein. A klasszikus tibeti nyelv számít a fő irodalmi nyelvnek a régióban, elsősorban a buddhista irodalom használja.
A közép-tibeti nyelvet (Ü-Cang-i dialektus, ide tartozik Lhásza is), valamint a kham-tibeti és az amdo-tibeti nyelvet általánosságban ugyanazon nyelv dialektusainak tekintik, és mind ugyanazt az irodalmi nyelvet használják. Ezektől jelentősen eltér a bhutáni, a szikkim, a serpa és a ladaki nyelv.
Annak ellenére, hogy a khami csiangok néhány csoportját Kína tibeti nemzetiségűnek tekinti, a csing nyelvek nem tartoznak a tibeti nyelvcsaládba, önálló ágat képeznek a sino-tibeti nyelvcsaládban.

## Fizikai jellemzők
A tibetiek többféle fenotípushoz tartoznak. Egy, a tibetiek anyagcseréjét vizsgáló kutatás szerint a többi emberhez képest nincs több oxigén a vérükben, viszont vérükben az alacsonyabban élőkhöz képest tízszer annyi a nitrogén-monoxid található és kétszer nagyobb az alsókar vérárama, emiatt képesek normálisan működni a tengerszint feletti 4400 méter fölötti magasságokon is, ahol ritkább az oxigén. A nitrogén-monoxid tágítja az ereket, így könnyebben áramlik a vér, és könnyebben jut el a szövetekig az oxigén. Emiatt és más, magaslati életből származó fizikai előnyök következtében a tibetiek EPAS1 nevű génje mutálódott.

## Eredetük

### Genetika
A modern tibeti emberek genetikailag leginkább a modern kelet-ázsiai népekre hasonlítanak. Genetikai hasonlóságot mutatnak még a modern közép-ázsiai, illetve a szibériai népekkel is.

#### Kapcsolatuk más népekkel
Egy 2010-es tanulmány arra következtetett, hogy a tibetiek génjének többsége mintegy 3000 évvel ezelőtt válhatott külön a han kínaiakétól.  Lehetséges azonban, hogy Tibetben már korábban is éltek emberek, akik szintén hozzájárultak a modern tibeti génállomány kialakulásához.
Egy 2016-os tanulmány szerint a tibetiek és a han kínaiak valamikor 9000 és 15 000 évvel ezelőtt, a tibetiek és a serpák pedig 7000 és 11 000 évvel ezelőtt válhattak szét.

#### Viszonyítása az ősemberekhez
A modern csendes-óceáni lakosság után a modern tibetieknél van az ősi embertípusokkal megegyező legtöbb allél (génvariáció) – több mint 6%. A modern tibetiek genetikai hasonlóságot mutatnak három ősi embertípussal: megtalálhatóak bennük a gyenyiszovai ember, a neandervölgyi ember és egy azonosítatlan ősi csoport génjei is.
A modern han népességgel összehasonlítva a modern tibetiek nagyobb genetikai hasonlóságot mutatnak a gyenyiszovai emberrel, azonban a neandervölgyi emberrel hasonló arányú azonosságot mutatnak.
A modern tibeti embernek van a legtöbb, az uszty-isimi emberrel azonos génvariációja.

### Mitológia
A tibeti mitológia egyik fontos alapja, hogy a tibetiek egy ősi majomember, Pha Trelgen Changchup Sempa, és egy szikla ogre nő, Ma Drag Szinmo házasságából származnak.

## Vallás

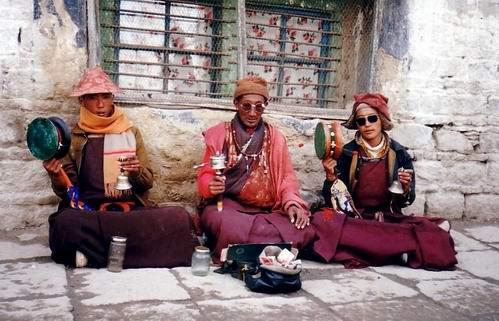
Három kántáló szerzetes, Lhásza, 1993.

A tibetiek többsége tibeti buddhista vallású, vagy a még ősibb bon (mára nagyjából beolvadt a tibeti buddhizmusba) vallást követi. Ezen kívül létezik még muszlim, illetve keresztény kisebbség is - főleg Tibet keleti részén, illetve a kínai Jünnan tartományban.
A legendák szerint Tibet 28. királya, Thothori Nyancen megálmodta, hogy a mennyországból egy szent kincsesláda fog lezuhanni, amely tartalmazza majd a buddhista szútrát, a mantrát és egyéb vallási tárgyakat. Azonban mivel a tibeti írást még nem alkották meg, ezért a szöveget nem tudták leírni, és sokáig nem értették, hogy mi van a ládában. A buddhizmus nem is tudott meggyökerezni Tibetben  Szongcen Gampo király uralkodása előtt, aki azonban két buddhista hercegnőt is feleségül vett: a nepáli Bhrikutit és a kínai Vencseng hercegnőt. Végül akkor vált igazán népszerűvé a buddhista vallás, amikor Padmaszambhava ellátogatott Tibetbe Triszong Decen, 38. tibeti király uralkodása idején. Ő volt egyébként Tibet három dharma királya közül a második.
Manapság a tibetiek mani köveket helyeznek el a köztereken. A tibeti lámák jelentős szerepet játszottak, mind a buddhista, mind a bon hívők életében, ugyanis ők vezették a szertartásokat és ők vigyáztak a kolostorokra. A zarándokok imazászlókat helyeznek el a szenthelyek környékén jószerencsét remélve ezért.
Az imakerekeket a mantrák folyamatos recitálására használják, mindig az óramutató irányába hajtva a kerekeket. Ez igen népszerű a tibetiek körében. A vallási helyek szentségét is úgy tartják tiszteletben, hogy az óramutató járásának megfelelően járják körbe a sztúpáka, a maniköveket, a gompákat. A bon vallásban az irány ezzel ellentétes. A tibeti buddhisták legközismertebb mantrája az "Om mani padme hum", a bon vallásban ez úgy hangzik, hogy "Om matri muje szale du".

## Kultúra

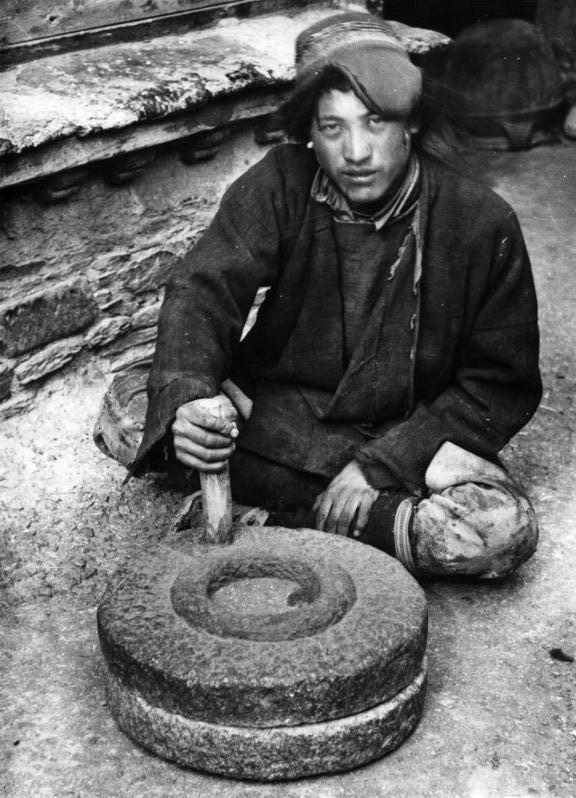
Tipikus sapkát viselő tibeti ember, aki pirított árpát őröl. A kézimalom függőleges hajtókarja forgattyús mechanizmus szerint működik (1938-as fénykép).

Tibet gazdag kultúrával rendelkezik. A külföldi hatásokat is tartalmazó tibeti fesztiválok – mint például a Loszár, a Sotön, a Linka fesztivál, vagy a fürdő fesztivál – a helyi lakosok kultúrájában mélyen gyökereznek. Mindenki részt vesz életében háromszor a fürdő fesztiválon: születés után, házasságkötéskor, és a halál után.

### Művészet
A tibeti művészet mélyen vallásos természetű, a gompák rendkívül részletesen díszített szobraitól kezdve, a fafaragásokon át, a színes thangka falfestményekig. A tibeti művészet szinte minden tárgyon és a hétköznapi élet minden aspektusában felfedezhető.
A thangka festészet – amely az indiai tekercsfestmények és a nepáli-kasmiri festmények szinkretizmusa révén jött létre – a 8. század környékén jelent meg először Tibetben. A négyszögletes, pamutra vagy lenvászonra készített festmények általában hagyományos, vallásos, illetve kozmológiai témájú motívumokat ábrázolnak - olykor mandalát. Úgy akadályozzák meg a képek megfakulását, hogy a festékhez organikus és ásványi pigmenteket adnak, és a képet selyembrokát kerettel veszik körbe.

### Dráma
A tibeti népopera, a lhamo különféle táncok, kántálások és énekek kombinációja. A művek buddhista történetekből és a tibeti történelemből merítkeznek.
A tibeti operát a 14. században Thang Tong Gyalpo, láma, hídépítő alapította. Gyalpo és az általa toborzott hét nő szervezte meg az első előadást, hogy pénzt gyűjtsenek a hídépítésekre, amelyek a tibeti szállítmányozást voltak hivatottak egyszerűbbé tenni. A hagyományt közel hétszáz éven át megőrizték, és a különböző fesztiválokon a mai napig tartanak ilyen előadásokat. Rendszerint a táncokból, kántálásból és énekekből álló előadásokat csupasz színpadon tartják. A szereplők megkülönböztetésére gyakran színes maszkokat viselnek a szereplők, amelyeknél a vörös a királyokat, a sárga az istenségeket vagy lámákat szimbolizálja. Az előadás rendszerint a színpad megáldásával és megtisztításával kezdődik. Ezután a narrátor énekben összegzi a történetet és elkezdődik az előadás. A mű végén szintén szertartásos áldás következik. A magas rangú lámák több történelmi/mitológiai témájú művet írtak egy-egy kiválasztott életéről, akik hatalmas dolgokat visznek véghez.

### Építészet
A tibeti építészet legszokatlanabb jellegzetessége az, hogy a házak és a kolostorok többségét déli fekvésű magaslati, napfényes helyre építik. Előszeretettel építkeznek sziklakő, fa, cement és sár keverékéből. 

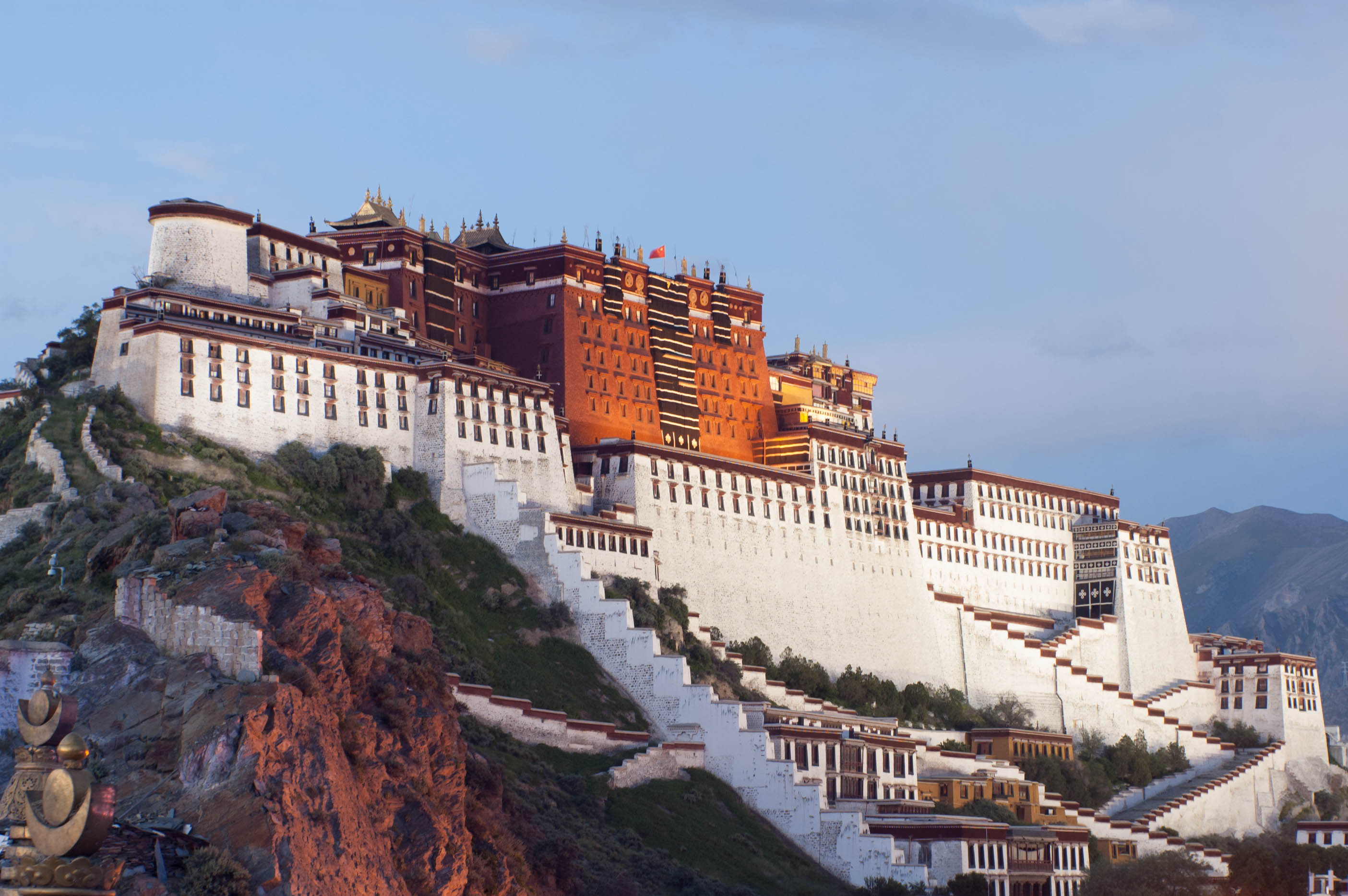
A Potala palota, 2013

 A fűtésre és a világításra kevés olaj áll rendelkezésre, ezért a hőmérséklet megőrzése érdekében a lapos tetőt részesítik előnyben, és több ablakkal törik át a falakat, hogy a napfény könnyebben bejuthasson. A falak gyakran 10 fokban befelé dőlnek, mintegy védekezve a hegyvidéki területekben tapasztalható gyakori földrengésekkel szemben. A tibeti épületeket kívülről fehérre festik, belül pedig gazdagon díszítik.
A 117 méter magas és 360 méter széles Potala palota a tibeti építészet egyik legfontosabb remeke, amely korábban a dalai láma rezidenciája volt. A több mint ezerszobás, tizenhárom emeletes épületben rengeteg festmény és szobor található. A palota külső része a Fehér palota, amely közigazgatási negyedként működött, a belső része a Vörös negyed, amely a lámák gyülekezőhelye, illetve itt kaptak helyet a kápolnák, egy hatalmas buddhista könyvtár és 10 000 ereklye.

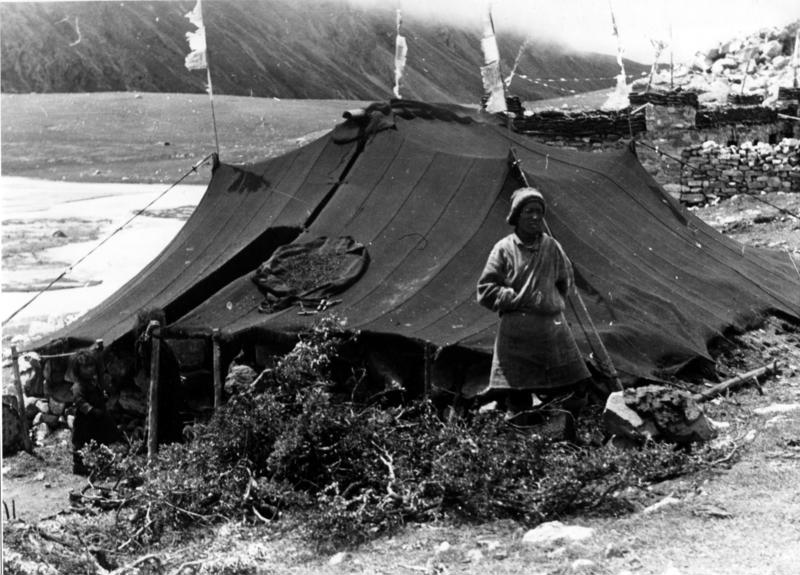
Tibeti nomád és sátor, 1938

### Gyógyászat
A hagyományos tibeti gyógyászatban közel kétezer gyógynövényt, negyven állatfajt és ötven ásványanyagot használnak. A kialakulásának egyik fő alakja a 8. századi Juthog Jontan Gonpo orvos volt, aki létrehozta a négy orvosi tantrát, amely Perzsia, India és Kína gyógyászati hagyományait ötvözte magába. A tantrák 156 fejezetből álltak thangka festmény formájában, amelyek tibeti és más helyek gyógyászatát mesélik el.
Juthog Jontan Gonpo utódja, Juthok Szarma Jonten Gonpo, tovább erősítette ezt a hagyományt 18 gyógyászati művel. Az egyik könyvében olyan festmények is szerepelnek, amelyek a törött csontok helyretételét mutatják. Ezen felül összeállította a belső szervek anatómiai képeinek egy csoportját.

### Konyhaművészet
Tibet konyhaművészete a magaslathoz kiválóan alkalmazkodó emberek és ország gazdag örökségét, valamint a vallások általi megszorításokat tükrözi. A legfontosabb takarmánynövény az árpa. Az árpalisztből készült fánk, a campa Tibet legfőbb étele. Ezt vagy beforgatják tésztába vagy gőzölt gombócot, úgynevezett momót készítenek. A húsételek többnyire jakból, kecskéből vagy bárányból készülnek, amelyek gyakran szárított húst jelentenek, vagy fűszeres raguba vannak belefőzve krumplival. Tibetben termelnek mustármagot, amely erőteljesen jelen van a tibeti konyhában. Gyakran fogyasztanak jaktejből készült joghurtot, vajat és sajtot.

### Öltözékek

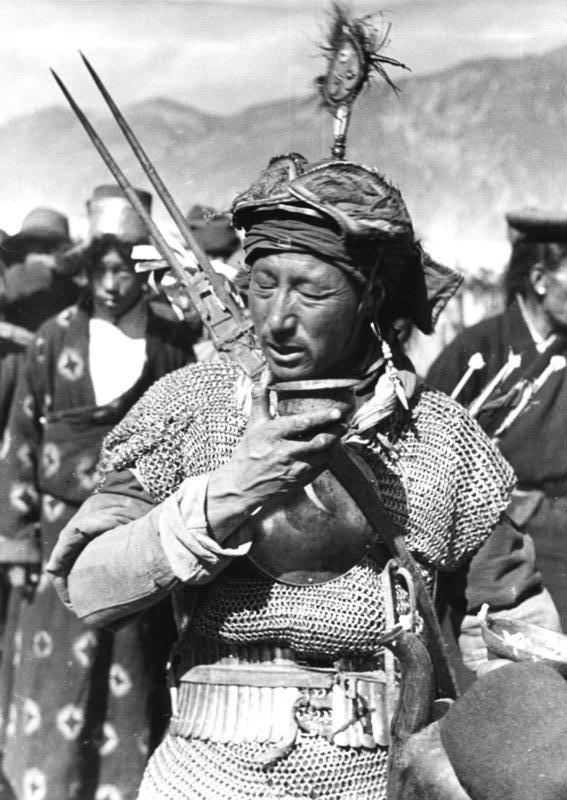
Tibeti harcos páncélingben

A tibetiek többsége hosszú hajat visel, bár az elmúlt években a kínai hatás következtében néhány férfi a rövid hajat választja. A nők kettő, a lányok egy tincsbe fonják hajukat.
A hideg tibeti időjárás miatt a férfiak és a nők hosszú, vastag ruhát, csubát viselnek. A férfiaké rövidebb, mivel ők lent nadrágot viselnek. Az öltözék stílusa régiónként változó. A nomádok vastag birkabőrt viselnek.

## Házasság
Tibet egyes vidékein elterjedt a többférjűség. Leggyakoribb formája amikor egy nő testvérpárhoz megy feleségül. Ez leggyakrabban azért történik, hogy ne kelljen felosztani a családi vagyont, és így pénzügyi biztonságot tudnak elérni. A monogámia azonban jóval általánosabb Tibet egészét tekintve. A házasságot gyakran ma is a szülők intézik, ha a gyermek egy bizonyos korig maga nem választ párt.

## Tibeti államok listája
- Tibeti Birodalom
- Phagmodrupa-dinasztia